# Geodímetro

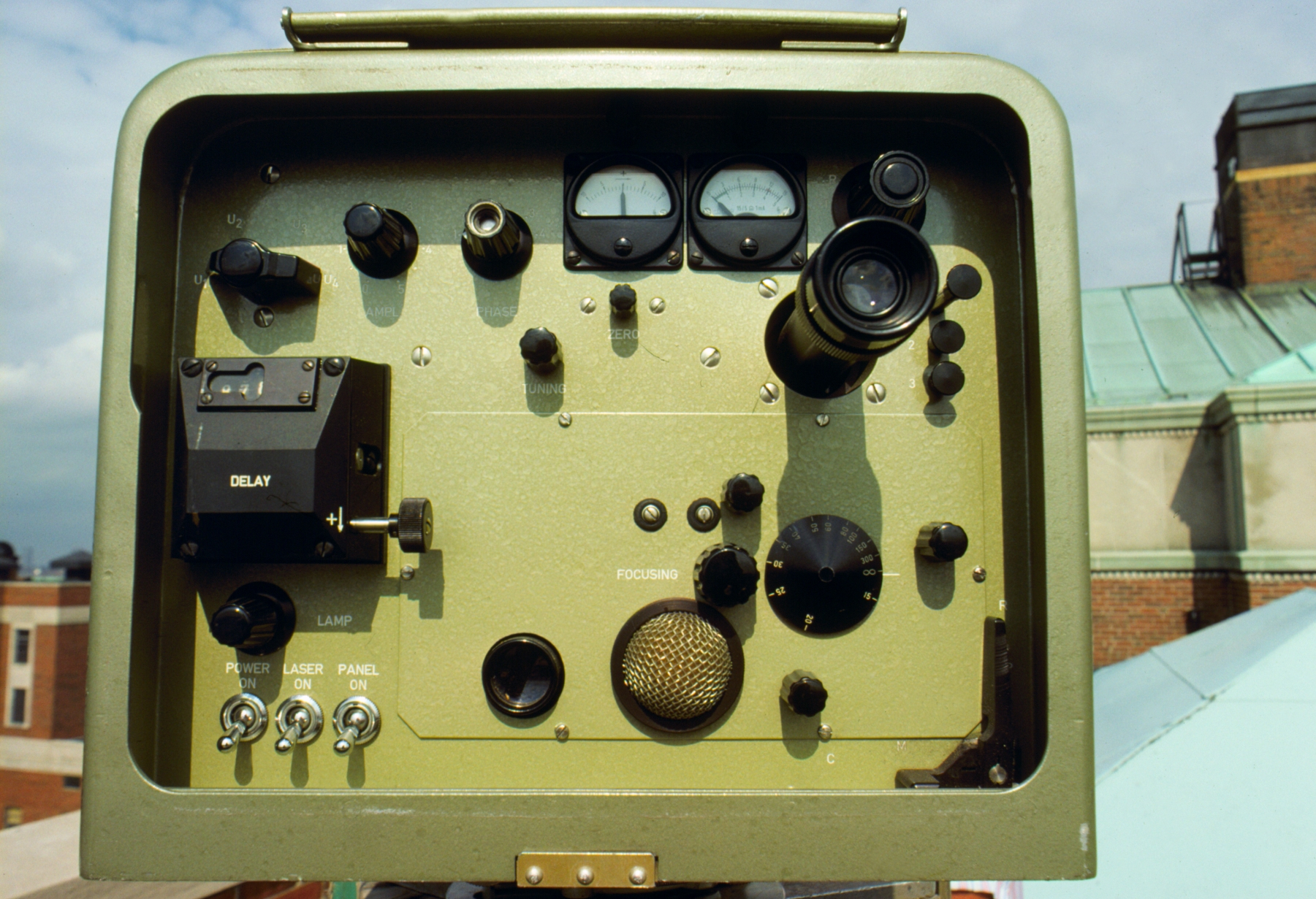
Painel de controle de um geodímetro

Um geodímetro é um instrumento de medidas geodésicas e topográficas, inventado pelo engenheiro sueco Erik Bergstrand, em 1948. O seu princípio consiste na emissão de um feixe de radiação na gama do infravermelho. A distância é calculada tendo como base o tempo entre a emissão do feixe e o retorno do mesmo ao dispositivo emissor após a sua reflexão numa superfície ou alvo, cuja distância à fonte emissora se pretende medir.